# احمد محمد شرف‌الدین
احمد محمد شرف‌الدین (انگلیسی: Ahmed Mohamed Sharaf El-Din؛ زادهٔ ۱۹۳۸) بازیکن فوتبال بود.
وی به‌همراه تیم ملی فوتبال سودان در بازی‌های المپیک تابستانی ۱۹۷۲ شرکت کرده‌است.